# Castelo de Alcobaça

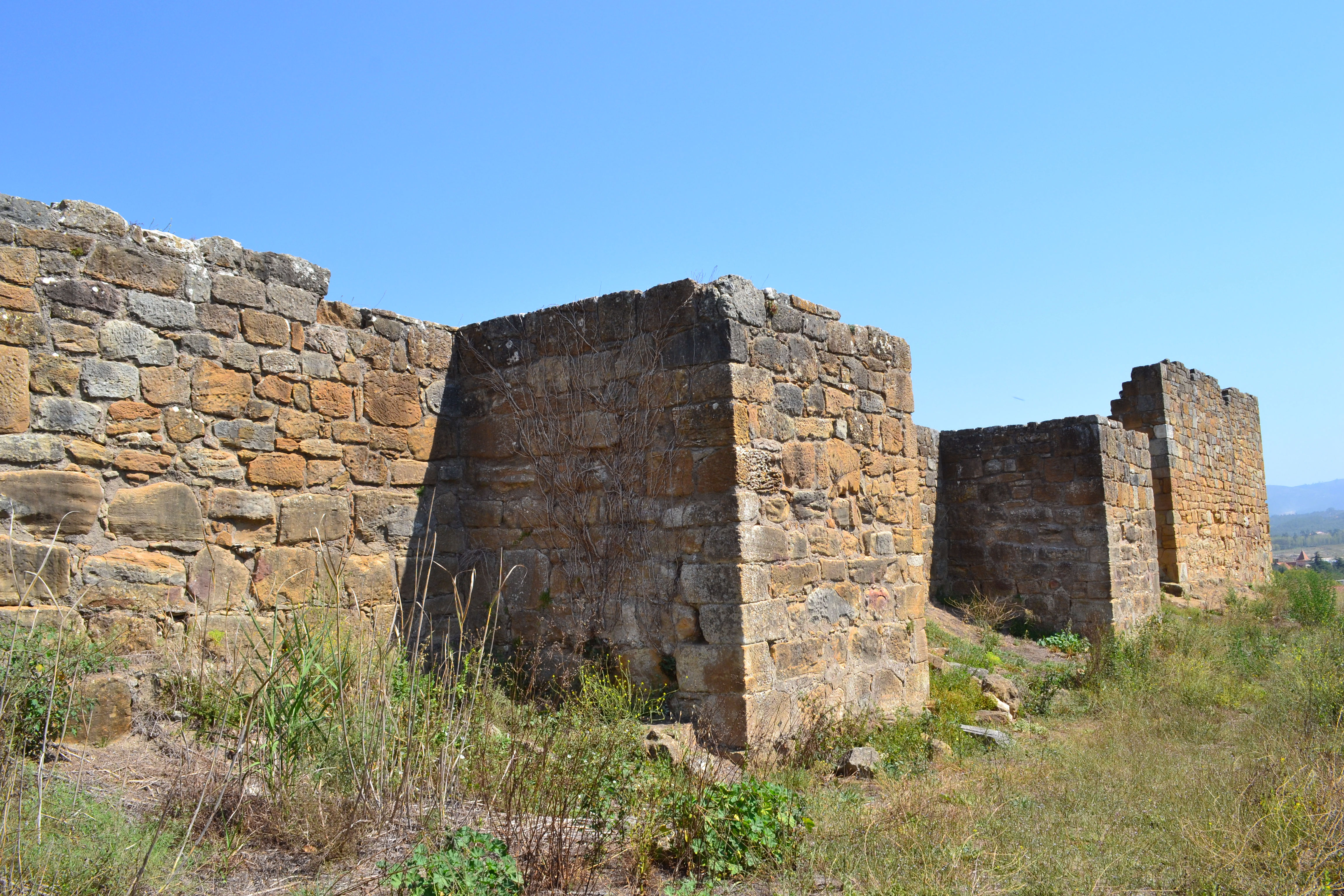
Castelo de Alcobaça, Portugal.

O Castelo de Alcobaça localiza-se na freguesia de Alcobaça e Vestiaria do município de Alcobaça, região Oeste do Centro de Portugal.
Em posição dominante a noroeste sobre a povoação, na margem esquerda do rio Baça, das suas ruínas tem-se uma bela vista sobre a cidade, inclusive o seu famoso mosteiro, os campos envolventes e a serra dos Candeeiros.
Encontra-se classificado como Imóvel de Interesse Público desde 1978.

## História

### Antecedentes
Há controvérsias entre os autores acerca da primitiva estrutura defensiva do local, atribuída ora à ocupação visigótica ora à muçulmana da qual uma torre albarrã é testemunha.

### O castelo medieval
Embora as lendas locais atribuam a construção do primitivo castelo aos Visigodos, outros autores atribuem a sua edificação aos Muçulmanos, que o terão edificado em posição dominante sobre a vila "(...) dado-lhe o nome de Alcácer-bem-el Abbaci, que era o de uma porta da cidade de Marrocos." (LARCHER, 1933:17).
À época da Reconquista cristã da Península Ibérica, as terras da região de Alcobaça foram tomadas pelas forças de D. Afonso Henriques (1112-1185) por volta de 1148, momento em que terão conquistado esse castelo. As terras foram doadas aos monges da Ordem de Cister em 1153 para que as povoassem e defendessem, ano em que foi fundado o Mosteiro de Santa Maria de Alcobaça, formando os "Coutos de Alcobaça", sucessivamente acrescentados por doações régias e outras.
A região foi atacada pelos mouros em 1191 e 1195. Sancho I de Portugal (1185-1211) reconquistou a povoação e as suas terras, devolvendo-as aos monges de Cister. A carta de doação de 1191 reza:
"Em nome da Santa e Indivisa Trindade, (...). Eu, Sancho, por graça de Deus, rei de Portugal e do Algarve, e minha esposa, a rainha D. Dulce, juntamente com os nossos filhos e filhas, fazemos esta carta de doação e de perpétua segurança à casa de Alcobaça e a vós, D. Martinho, abade do mesmo lugar, e a todos os irmãos que aí vivem sob regra, daquele castelo chamado Abenabeci, que para honra de Deus vos damos e concedemos, para que o possuais perpetuamente, livre de toda a ação real e pacificamente, com todos os seus termos novos e antigos, até aos limites que possam ser tidos como verdadeiros por uma investigação feita por homens dignos do maior crédito e fé (...).
Feita esta carta de doação no mês de fevereiro de 1229 [1191 da era cristã]."
O castelo, então abandonado e em ruínas, foi entretanto reconstruído pela Ordem, passando a integrar uma linha avançada da defesa de Lisboa, da qual faziam parte ainda o Castelo de Leiria, o Castelo de Pombal e o Castelo de Óbidos, por exemplo.
Com a paz, nestes domínios, os monges se dedicaram à vitivinicultura e à enologia, tornando-se uma referência gastronómica internacional nos séculos seguintes.
Por volta de 1369 o abade de Alcobaça, D. Frei João de Ornelas, procedeu o reforço da defesa do castelo erguendo uma barbacã, tendo-se ainda reedificado uma torre caída e o troço de muralhas voltado para o Mosteiro. Para custeio destas obras, foi lançada uma finta sobre os moradores.
No século XV, sob o reinado de João I de Portugal (1357-1433), o castelo foi severamente danificado pelo terramoto de 1422, tendo-lhe sido providenciados os reparos necessários no ano de 1424 (torre e muralhas). Um pouco mais tarde, o abade D. Frei Gonçalo Ferreira faz reconstruir a Torre de Menagem (1450).
No século XVII, no contexto da Dinastia Filipina têm lugar novas obras de reparo no castelo (1627). Nesta fase, a torre destacada a leste passa a ser utilizada como cadeia, função que desempenhará até ao terramoto de 1755, quando se arruinou.
Sendo a nomeação dos alcaides do castelo prerrogativa dos abades de Alcobaça, conhecemos que Geraldo Pereira Coutinho, lente de prima e cânones da Universidade de Coimbra foi nomeado como alcaide-mor do castelo, em 10 de Novembro de 1701.

### Do século XIX aos nossos dias
Na primeira metade do século XIX, no reinado de Maria II de Portugal (1826-1828; 1834-1853), já sem função estratégica ou defensiva, extinto o Mosteiro (1834), o castelo passou para a posse da Câmara Municipal de Alcobaça que determinou arrasá-lo (1838), utilizando-o como pedreira para novas construções em Alcobaça. O castelo foi considerado como extinto nas Atas da Câmara Municipal de (1854).
Em meados do século XX, abandonado e entulhado, procedeu-se o aproveitamento da sua cisterna para o depósito de água potável a ser distribuída à população (1940). Poucos anos mais tarde procedeu-se à reconstrução parcial da muralha voltada para o Mosteiro, a partir de uma descrição deixada pelo Frei Fortunato Boaventura (1952-1953), bem como a obras de limpeza do monumento e da sua área envolvente, incluindo-lhe os acessos, por ocasião da visita da rainha Isabel II do Reino Unido a Portugal, quando visitou Alcobaça (1956). Na década de 1960 novos reparos de pequena monta foram efetuados (1965).
Escavações arqueológicas realizadas no seu recinto num projeto de quatro anos iniciado em Agosto de 2002, com fundos municipais, buscavam elucidar questões relativas à época e autoria da fundação do castelo. Os trabalhos foram coordenados pelos arqueólogos Jorge António e Manuela Pereira, à frente de um grupo de voluntários e alguns trabalhadores da autarquia.

## Características
Na cota de 69 metros, o castelo apresenta planta irregular orgânica, nos estilos românico e gótico.
Subsistem os muros da primeira cerca, em cantaria de pedra calcária, reforçados por sete cubelos de planta quadrangular e mais um torreão destacado pelo lado oeste (torre de menagem), voltado para o Mosteiro. A leste, ergue-se uma torre albarrã, entre o recinto interno e a barbacã de planta ovalada, reforçada, no lado oeste, por quatro cubelos (dois de planta semicircular).